# Coppa Interamericana 1979
La Coppa Interamericana 1979 è stata la sesta edizione del trofeo riservato alle squadre vincitrici della CONCACAF Champions' Cup e della Coppa Libertadores.

## Tabellino

### Andata
| San Salvador 16 febbraio 1980 | FAS        | 3 – 3                       | Olimpia | Estadio Cuscatlán (30.000 spett.) |
| \| \| \| \| \| Casadei 58’, 72’ Abraham 69’ (rig.) \| Marcatori \| 5’ Solalinde 28’, 60’ Isasi \| \| Barraza \| Allenatori \| Cubilla \| |            |                             |         |                                   |
| |            |                             |         |                                   |
| Casadei 58’, 72’ Abraham 69’ (rig.) | Marcatori  | 5’ Solalinde 28’, 60’ Isasi |         |                                   |
| Barraza | Allenatori | Cubilla                     |         |                                   |

### Ritorno
| Asunción 16 marzo 1980                                                                                                   | Olimpia    | 5 – 0   | FAS | Estadio Defensores del Chaco |
| \| \| \| \| \| Aquino 12’ Michelagnoli 43’, 58’, 81’ Ortiz 60’ \| Marcatori \| \| \| Cubilla \| Allenatori \| Barraza \| |            |         |     |                              |
| |            |         |     |                              |
| Aquino 12’ Michelagnoli 43’, 58’, 81’ Ortiz 60’                                                                          | Marcatori  |         |     |                              |
| Cubilla | Allenatori | Barraza |     |                              |